# Rob Moore
Robert Sean Moore (27 de septiembre de 1968) es el entrenador de receptores abiertos de los Raiders de Oakland y un jugador de fútbol americano profesional retirado quién fue seleccionado por los Jets de Nueva York en el draft suplemental de 1990.

## Carrera como jugador
Con 6'3" de estatura y 202-lb de masa, jugó como receptor abierto para la Universidad de Syracuse. Moore jugó 11 temporadas en la NFL, de 1990 a 2001. En 153 juegos jugados (146 inicios), Moore registró 628 recepciones para 9,368 yardas y 49 anotaciones. En la temporada de 1997 Moore completó 97 recepciones para 1,584 yardas y 8 anotaciones y un pase al Tazón de los Profesionales. Se draduó del colegio Hempstead en Hempstead, Nueva York. Como profesional jugó para los Jets de Nueva York (1990 - 1994); para los Cardenales de Arizona (1995 - 2001) y con el equipo de prácticas de los Broncos de Denver (2002).
Su hermano menor es el liniero defensivo Brandon Moore quien también jugó en el NFL.
Vídeos de Moore son los que se usaron en la película exitosa Jerry Maguire. El personaje Rod Tidwell, interpretado por Cuba Gooding, Jr. Llevó el número 85 del uniforme de Moore.

## Como entrenandor
El 11 de enero de 2010, se anunció que Moore sería nombrado el entrenador de receptores abiertos en su alma mater, Syracuse. El 6 de febrero de 2014, Moore fue incorporado al equipo técnico de los Bills de Búfalo como entrenador de receptores. El anuncio vino un día después del día de fichaje nacional, quizás una cortesía dada a Syracuse por el exentrenador Doug Marrone, para así no para interrumpir los esfuerzos de reclutamiento hechos por Moore. Moore fue liberado junto con el resto del cuerpo técnico después de Marrone inesperadamente dejó a los Bills tras la temporada de 2014.
Ha sido informado que Moore será el entrenador de receptores abiertos para los Raiders de Oakland Raiders bajo el entrenador en jefe Jack del Río.